# Исламское восстание в Ганьсу (1927—1930)
Исламское восстание в Ганьсу — ряд вооружённых столкновений на территории провинции Ганьсу, произошедших в 1927—1930 годах между воинскими формированиями местных повстанцев-мусульман и Фэнтяньской клики, находившимися под командованием Ма Тинсяна, сына генерала Ма Аньляна, с одной стороны и военнослужащими народных армий под командованием Фэн Юйсяна с другой стороны. Вооружение мусульманам было предоставлено Чжан Цзолинем, находившимся в то время в Маньчжурии.

## Предпосылки
В результате голода, ряда стихийных бедствий и разведения опиума в провинции Ганьсу её жители подняли восстание против правительства. Положение усугублялось тем, что движение, направленное против «народных армий», вылилось в общеэтнический и общерелигиозный конфликт с мусульманами, в ходе которого было зафиксировано проявление представителями обеих сторон жестокости в отношении друг друга.
Повстанцы, войска которых находились под командованием двух генералов-хуэйцзу (китайских мусульман) — Ма Тинсяна и Ма Чжунъина — начали вооружённые выступления против народных армий в Ганьсу и осадили Хэчжоу (ныне Линься). В довольно частых случаях обе стороны прибегали к нечеловеческим издевательствам в отношении противника.
В ходе восстания ряд генералов-хуйэцзу (к примеру, Ма Фусян) не перешли на сторону повстанцев, а несли службу в народных армиях и также ратовали за прекращение военных действий. В результате Ма Фусяну и его сыну Ма Хункую удалось перейти на сторону Гоминьдана.

## Ход военных действий

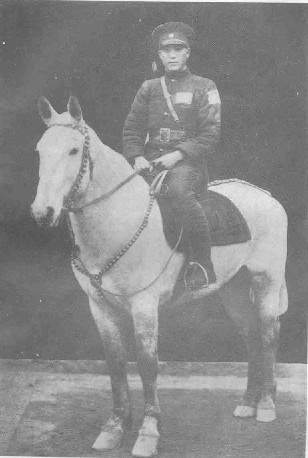
Ма Чжунъин верхом на лошади.

Антиправительственные выступления среди хуэйцзу в провинции Ганьсу начались весной 1928 года. На стороне восставших выступил генерал Ма Тинсян. Сторонниками Фэнтяньской клики были налажены поставки вооружения для повстанцев.
Территория Линься (Хэчжоу; ныне в составе Линься-Хуйэского автономного округа) пришла в полное запустение в результате огромного числа восстаний. Южные районы города, так называемые «восемь блоков», были практически уничтожены столкновениями мусульман с формированиями народных армий, произошедшими в 1928 году. Части народных армий, находившихся под командованием Ма Линя, разгромили наголову войска Ма Тинсяна. В районе Хэчжоу войска Ма Чжунъина провели ряд атак против формирований Фэнтяньской клики.
В 1929 году Ма Чжунъин нанёс визит представителям Гоминьдана в Нанкин, перед которыми принёс клятву в своей верности; к тому же, он посетил Академия Вампу, и ему присвоили звание генерала. Также Ма Чжунъин принимал участие в военных действиях против своего двоюродного дедушки, генерала Ма Линя, хуэйцзу по национальности, служившему в войсках, находившихся под командованием Фэн Юйсяна, и разгромил его в ходе очередной попытки, предпринятой Ма Линем с целью овладения Хэчжоу.
Ма Тинсян, первоначально выступивший против Фэнтяньской клики, впоследствии, после начала военных действий Чан Кайши против Фэн Юйсяна, перешёл на сторону противника и после лишения Чан Чайши его всех воинских наград и званий предпринял попытку спастись бегством, но попал в плен к Фэн Юйсяну и был повешен в 1929 году.
Представители Гоминьдана проводили среди хуйэцзу и монголов пропагандистские выступления, направлявшиеся против Янь Сишаня и Фэн Юйсяна и призывавшие к их свержению.
Конец прогоминьдановскому джихаду в Ганьсу был положен в результате разгрома Фэнтяньской клики и принесения Ма Ци, Ма Линем и Ма Буфаном очередной клятвы верности Гоминьдану.
Ма Чжунъин и Ма Фусян нанесли визит Чан Кайши в Нанкине, где заверили его в лояльности Гоминьдану. Ма Фусян был повышен в звании, а Ма Чжунъин поступил в академию Вампу, занятия с ним проводил сам Чан Кайши. Они работали над заключением секретного соглашения, предусматривавшего вторжение в Синьцзян.
Окончательно конец исламскому восстанию в Ганьсу был положен в 1931 году.